# 諾丁山門站
諾丁山門站（英語：Notting Hill Gate tube station）位於英國倫敦肯辛頓-修爾斯區，是倫敦地鐵環線、區域線及中央線交會的地鐵站。

## 歷史
本站的淺層月台為環線和區域線共用，在1868年10月1日由大都會鐵路（MR）啟用，作為其帕丁頓－格洛斯特路（告士打道）延伸線的一站；中央線月台則在1900年7月30日由倫敦中央鐵路（CLR）啟用。一開始通往兩線月台的入口是分別位於隔街相望的不同車站建築內，而搭乘中央線的旅客必須透過升降梯抵達中央線月台。
本站在1864年開幕時，其站名「諾丁山門」常與大都會鐵路位於蘭僕林（Ladbroke Grove）的「諾丁山站」（今天的蘭僕林站）造成混淆，故本站於1880年更名為諾丁山及蘭僕林站，而後者於1919年才更名為「蘭僕林（北肯辛頓）站」，1938年改為今名並沿用至今。

### 翻新
本站的入口在1950年代後期進行重建工程，於1959年3月1日重新開放使用，連接了環線－區域線及中央線的兩座諾丁山門站（在此之前兩者的入口分別位於同條街的兩邊），兩者也開始共用同一座地下售票大廳，大廳內則有通往中央線的電扶梯，該電扶梯是倫敦地鐵第一個捨棄木製踏板，改採金屬製踏板的案例。這座入口同時也充當諾丁山門路的過街人行地下道。

## 車站週邊
- 波多貝羅路：以其上的波多貝羅市集聞名。
- 肯辛頓宮花園（Kensington Palace Gardens）